# Austrochaperina alexanderi
Espèce
Austrochaperina alexanderi est une espèce d'amphibiens de la famille des Microhylidae.

## Répartition
Cette espèce est endémique de la Province ouest en Papouasie-Nouvelle-Guinée. Elle se rencontre à environ 1 600 m d'altitude dans les monts Muller.

## Description
Les 4 mâles adultes observés lors de la description originale mesurent entre 42,4 mm et 44,4 mm.

## Étymologie
Cette espèce est nommée en l'honneur d'Alexandre Werner, le petit fils de Rainer Günther.

## Publication originale
- Günther, Richards & Dahl, 2014 : Nine new species of microhylid frogs from the Muller Range in western Papua New Guinea (Anura, Microhylidae). Vertebrate Zoology, Dresden, vol. 64, p. 59–94 (texte intégral).